# Escola Superior de Ciências da Santa Casa de Misericórdia de Vitória
A Escola Superior de Ciências da Santa Casa de Misericórdia de Vitória (EMESCAM) é uma instituição de ensino superior filantrópica situada em Vitória, no Espírito Santo. 

## História
Inicialmente chamada de Escola de Medicina da Santa Casa de Misericórdia de Vitória e posteriormente renomeada Escola Superior de Ciências da Santa Casa de Misericórdia de Vitória (EMESCAM), iniciou suas atividades em março de 1968.
Apesar de sua inauguração datar 1968, oficialmente a história da EMESCAM começa em 1966, quando foi criada por um ato da Mesa Administrativa da Irmandade da Santa Casa de Misericórdia de Vitória. Durante dois anos, homens como Virgílio Brito de Souza Neto, Aloísio Sobreira Lima (primeiros diretores da EMESCAM), Eli de Barros, Edson Ribeiro de Souza, entre outros entusiastas, com apoio do então provedor da Santa Casa, Constanteen Helal, participaram ativamente do esforço para viabilizar a Faculdade e obter a autorização para seu funcionamento, dotando o Espírito Santo de sua segunda Faculdade de Medicina. 
Na época em que foi fundada a EMESCAM, o único curso de Medicina disponível no Estado pertencia à Universidade Federal do Espírito Santo (UFES), e oferecia apenas 30 vagas em seus vestibulares. Apesar de ser a capital do Estado, Vitória ainda possuía um mercado carente de profissionais da área médica e aparentava ter condições de suportar duas Faculdades de Medicina. 
Da criação em 1966 até a abertura da Faculdade, diversas viagens foram feitas a Brasília e ao Rio de Janeiro, até que fosse conquistada a autorização para o funcionamento da instituição junto ao Ministério da Educação e Cultura (MEC). De acordo com relato dos Professores Edson Ribeiro, Eli de Barros e do então Provedor Constanteen Helal, foi preciso contar com a providencial ajuda do Senador Eurico Resende para que o edifício do antigo Orfanato Santa Luzia, na Reta da Penha, pertencente à Santa Casa, fosse preparado para receber a Escola, onde hoje são ministradas as disciplinas dos cursos da EMESCAM. Segundo Constanteen Helal, o orfanato abrigava cerca de 30 crianças, muitas delas com pais vivos: "Conseguimos devolver os internos para os pais e preparamos aquele prédio para a Escola de Medicina", afirmou Helal.
Considerada uma das mais renomadas instituições de ensino superior do Brasil, a EMESCAM oferece 4 cursos de graduação e diversos de pós-graduação. Além do curso em medicina, que formou a primeira turma em 1973, a faculdade oferece hoje os cursos de fisioterapia, instalado em 1999; enfermagem criado em 2002 e serviço social, em 2003, o último a ser criado. O curso de farmácia, instalado no segundo semestre de 1999, deixou de ser ofertado.

## Hospitais-escola
A EMESCAM possui dois hospitais-escola exclusivos que utiliza como campos de prática, o Hospital da Santa Casa de Misericórdia de Vitória, onde conta com uma área dedicada aos alunos, com salas de aula, biblioteca e auditório, e a Maternidade Santa Casa de Misericórdia de Vitória - Unidade Pró-Matre. Além disso, conta com um centro de habilidades e simulação, o Vitória Grand Tech e práticas em hospitais conveniados e unidades básicas de saúde espalhadas pela cidade de Vitória.

## Relação com a Irmandade
A EMESCAM faz parte da estrutura organizacional da Irmandade da Santa Casa de Vitória, sendo esta sua mantenedora, fazendo parte do grupo de empresas controladas pela entidade filantrópica junto do Hospital Santa Casa de Misericórdia de Vitória, a Funerária Santa Casa, o Vitória Grand Fisio, o Vitória Grand Tech, o Vitória Grand Hall e a Unidade Pró-Matre. 

## Ensino

### Graduação
- Enfermagem
- Fisioterapia
- Medicina
- Serviço Social

### Pós-graduação
- Mestrado em Políticas Públicas e Desenvolvimento Local
- Programas de residência médica

## Ligações Externas
- http://www.vitoriagrandtech.com.br/

1. ↑  «Nossa história»
2. ↑  «REGIMENTO GERAL DA ESCOLA SUPERIOR DE CIÊNCIAS DA SANTA CASA DE MISERICÓRDIA DE VITÓRIA» (PDF). 29 de maio de 2021. Consultado em 5 de abril de 2025
3. ↑  «Nossa história»

página oficial